# François Jost
Pour les articles homonymes, voir Jost.
François Jost, né le 12 avril 1949 à Strasbourg, est un sémiologue français, professeur émérite en sciences de l'information et de la communication à l'université Sorbonne-Nouvelle. Il a dirigé le laboratoire Communication information médias de 2012 à 2016. Il a fondé le Centre d'études des images et des sons médiatiques en 1996.

## Biographie
Il est le fils d'Alfred Jost, endocrinologue, professeur au Collège de France et Secrétaire perpétuel de l'Académie des sciences (1986-1991).
Après un doctorat intitulé Du Nouveau Roman au Nouveau romancier : questions de narratologie en 1983, François Jost se consacre à l'écriture et la réalisation de films (six scénarios, trois films) de 1976 à 1978.
En 1985, il est élu maître de conférences à l'université Montpellier III puis à l'université Sorbonne-Nouvelle dès 1989.
En 1993, il soutient une habilitation à diriger des recherches sur la communication narrative et l'expérience de spectateur (université Sorbonne-Nouvelle).
En 1995, il est élu professeur des universités et fonde l'année suivante le Centre d'études sur les images et les sons médiatiques (CÉISME).
François Jost a été professeur invité dans de nombreuses universités à travers le monde (Montréal, Barcelone, Montevideo, UCLouvain, Rosario, Buenos Aires, La Réunion, Bucarest, Porte Alegre, Lima). Il a également enseigné à la FAMU de Prague.
François Jost a été vice-président de l’Association française des enseignants et des chercheurs en audiovisuel et en cinéma (AFECCAV), et vice-président de l’Association internationale de sémiotique visuelle.
Il dirige la revue Télévision (CNRS éditions) et la collection À suivre aux éditions Atlande.

## Travaux

### De l’analyse de film à la sémiologie cinématographique
Alors qu’il était étudiant en philosophie, il va voir L’homme qui ment (Robbe-Grillet) au moment de sa sortie, en 1968. Intrigué et enthousiasmé, il décide d’écrire un livre sur les films du cinéaste avec son condisciple, Dominique Chateau. À l’époque où il était usuel de ne parler des films qu’à partir de ses souvenirs ou de ses notes, ils ont la chance de pouvoir se procurer les copies 35 mm et d’établir un découpage de tous les films étudiés. Ce premier travail d’analyse, qui aboutit à un manuscrit de 450 pages, met au jour de nombreuses difficultés théoriques : comment noter les sons ? Comment décrire les plans ? Les auteurs se tournent alors vers la sémiologie du cinéma de Christian Metz :
« Nous nous sommes déplacés vers ce terrain et nous nous sommes rendu compte que Metz procédait par de nombreuses simplifications qui tenaient d’une part à sa méthode et d’autre part à son corpus. D’une part, sa méthode, parce qu’il mettait de côté le son, ce qui était tout à fait impossible pour rendre compte d’un film de Robbe-Grillet. Et, d’autre part, il travaillait sur un corpus totalement classique, sans jamais d’ailleurs le dire, ou plutôt sur un imaginaire du cinéma qui était proche du western.
Cette articulation de l’analyse textuelle à la théorie aboutit à la publication de Nouveau cinéma, nouvelle sémiologie. Essai d’analyse des films de Robbe-Grillet (1979). Cette « nouvelle sémiologie » remet en cause la prévalence du plan comme unité minimale et se fonde sur une analyse paramétrique du film : plutôt que de raisonner sur le plan comme bloc de réalité, il s’agit de montrer comment les différentes composantes de l’image, du son et des textes peuvent jouer comme les différentes partitions d’un orchestre, tantôt à l’unisson, tantôt en contradiction les unes avec les autres. Par ailleurs, au lieu d’en rester au « segment autonome » (Metz), le film est conçu comme un ensemble, un texte, d’où l’attention particulière portée aux téléstructures, les structures à distance.

### Analyse du récit
Dans les années 1970, François Jost publie aussi bien sur le cinéma que sur la littérature dans Poétique, Critique, La Revue d’esthétique. L’inscription en thèse avec Gérard Genette, qui vient de systématiser les grands concepts du récit dans Figures III, l’amène à dissocier deux questions qui étaient mêlées par la sémiologie de Metz : celle de la narration et celle de l’énonciation[source insuffisante]. La première renvoie au responsable de l’énonciation narrative, tandis que la seconde renvoie à l’instance qui « parle » cinéma[réf. nécessaire].
L’Œil-Caméra, entre film et roman s’efforce de « rendre compte de la complexité entre savoir et voir dans un récit filmique ». Le livre se fonde sur une critique du concept de « focalisation », qui renvoie aussi bien chez Genette à la question du savoir qu’à celle du point de vue visuel. François Jost propose de parler d’ocularisation pour désigner la relation entre ce que la caméra montre et ce que peut voir et ce qu’est censé voir ou ne pas voir un personnage[source insuffisante] et d’auricularisation pour caractériser le point de vue sonore. Ces concepts d’abord élaborés pour le cinéma sont étendus à l’analyse du roman. Dans Un monde à notre image. Énonciation. Cinéma. Télévision, Jost relie ces questions de points de vue à celle d’énonciation en opérant un tournant pragmatique prenant en compte le contexte et les usages. En particulier, il introduit le concept d’auteur construit pour montrer comment le réception d’un film diffère selon l’image que l’on se fait de celui qui en est à sa source. Ce faisant, Jost est amené à séparer deux objets que la sémiologie metzienne considérait comme un seul langage, le cinéma et la télévision : « Le paradigme n’est plus le même. Ce qui obligeait à prendre en compte la dimension pragmatique. Non plus à travailler simplement sur les documents ou les émissions comme textes, mais à travailler sur tout ce qui construit la croyance dans le texte, tout ce qui est autour. »[source insuffisante]

### Théorie de la télévision
« François Jost a réussi à faire de la télévision un objet de pensée au même titre que les autres, un objet pouvant être conceptualisé au même titre que les autres, un objet pouvant être conceptualisé au-delà des jugements normatifs. »
L’analyse de cet « objet de pensée » s’appuie sur les propositions suivantes :

« 1. L’ensemble des genres et des programmes de télévision peut être catégorisé en fonction de trois mondes, qui jouent en quelque sorte le rôle d’archigenre ou, en termes peirciens, d’interprétant.
2. Tout genre repose sur la promesse d’une relation à un monde dont le mode ou le degré d’existence conditionne l’adhésion ou la participation du récepteur. En d’autres termes, un document, au sens large, qu’il soit écrit ou audiovisuel, est produit en fonction d’un type de croyance visée par le destinateur et, en retour, il ne peut être interprété par celui qui le reçoit sans une idée préalable du type de lien qui l’unit à la réalité. 
3. Ces mondes sont le monde réel, le monde fictif et le monde ludique.
4. Loin d’être fixée une fois pour toutes, la place des genres est variable selon le point de vue dont on les considère, et c’est ce qui fait de la communication télévisuelle autre chose qu’une chambre d’enregistrement dans laquelle le récepteur entérinerait la sémantisation des genres par l’émetteur. »

L'étude des relations entre fiction et  réalité est développée au travers de plusieurs livres. Plutôt que de les opposer, Jost préfère les envisager comme deux territoires qui s'interpénètrent (La Télévision du quotidien. Entre réalité et fiction, 1999, Realtà/Finzione, 2002). Un concept joue un rôle majeur, celui de feintise. Si le terme vient de Käte Hamburger , il est entendu d'une façon un peu différente, désignant « la construction d'un monde probable par le renvoi à un Je-origine semblant être un sujet d'énonciation déterminé, individuel, donc “historique“ au sens le plus large. » D'abord appuyés sur une enquête historique de la mise en scène des Français à la télévision (La Télévision du quotidien), ces travaux théoriques vont connaître un nouvel essor avec l'avènement de la télé-réalité. Celle-ci est envisagée comme un jeu de rôle tirant son succès du sadisme du téléspectateur qui prend plaisir à voir les candidats se disputer et médire les uns des autres (Grandeur et misère de la télé-réalité). C'est aussi  la conclusion logique d'un mouvement artistique et médiatique traversant le vingtième siècle, qui, depuis les ready made de Duchamp n'a cessé de vouer un culte au banal (Le culte du banal).
Cette approche séméiologique  considérant le succès d'un programme comme un symptôme est aussi mobilisée pour l'analyse des séries. Dans De quoi les séries américaines sont-elles le symptôme?, « il aborde la question d'une manière originale, préférant explorer les relations que les séries instaurent avec ceux qui les regardent plutôt que de s'attacher aux secrets de fabrication de ces productions. » Poursuivant dans cette direction, Les Nouveaux méchants. Quand les séries américaines vont bouger les lignes du Bien et du mal montre la relation des nouveaux héros, comme Dexter ou Walter White (Breaking Bad), avec la crise des institutions (police, justice, santé). À la différence de méchants comme JR (Dallas) dont toutes les actions sont guidées par la méchanceté, les nouveaux méchants sont des êtres contradictoires (tueur vs bon père de famille), ce qui explique l'attachement paradoxal des spectateurs à des figures du Mal.

### Éthique des médias
« Faut-il ou non publier les photos des victimes d’un attentat ? », s'interroge Jost dans l'introduction  à La télévision du quotidien. Cette question et une cinquantaine d'autres sont posées dans Les médias et nous (L’image de la mort est-elle une information comme une autre ? La caméra cachée est-elle une méthode déloyale ? La distance, une affaire de morale ?). Ce tournant éthique est au centre de ses ouvrages suivants. Pour une éthique des médias, qui reprend des textes publiés chaque semaine entre 2012 et 2016 sur le site Le Plus de l'Obs. De courts textes articulent déconstruction idéologique et questionnement éthique à propos d'émissions de télévision, d'articles de la presse écrite et d'images de l'actualité. La méchanceté en actes à l'ère numérique étend ce programme en développant une histoire de la méchanceté dans les médias du journal satirique Hara-Kiri aux réseaux sociaux.

### Mèmes
Comme l'écrit un critique, "François Jost frappe à nouveau. Spécialiste des sujets à la fois décalés et ancrés dans leur époque, il décortique ici le phénomène des mèmes. Image fixe ou animée qui a été détournée, peut être drôle (mais pas toujours, référence à la pop culture, le mème est un mode d'expression incontournable des réseaux sociaux. L'analyse qu'en fait l'auteur est passionnante, donnant une profondeur historique et scientifique insoupçonnée au phénomène".

## Publication

### Essais
- (Dominique Chateau, coll.), Nouveau cinéma, nouvelle sémiologie, Paris, Minuit, 1979 (2e éd., UGE, 10/18, 1983, 314 p.)
- L'Œil-caméra : entre film et roman, Presses universitaires de Lyon, 1987, 166 p. (2e éd. revue et augmentée d'une préface, 1989, 176 p.)
- Un monde à notre image : énonciation, cinéma, télévision, Paris, Klincksieck, 1990
- (Gérard Leblanc, coll.). La télévision française au jour le jour, INA & Anthropos, Paris, 1994
- (Jérôme Bourdon, coll.). Penser la télévision, Paris, Nathan, 1998
- Le temps d'un regard : du spectateur aux images, Québec & Paris, Nuit Blanche & Méridiens Klincksieck, 1998, 184 p.
- 1999 : Introduction à l’analyse de la télévision, Paris, Ellipses, 174 p. (2e éd. 2004, 3e éd. 2007)[14]
- (André Gaudreault, coll.), Le récit cinématographique, Paris, Nathan, 1990, 3e éd. Le récit cinématographique, Films et séries télévisées, Armand Colin, 2017.
- La télévision du quotidien : entre réalité et fiction, Bruxelles & Paris, de Boeck Université & INA, 2001 (2e éd. 2003)[14]
- (Dominique Chateau, Martin Lefebvre, coll.), Eisenstein : l'ancien et le nouveau, Paris, Publications de la Sorbonne, 2002
- L’Empire du loft, Paris, La Dispute, 2002
- (Charles Perraton, coll.). Un nouvel art de voir la ville et de faire du cinéma : du cinéma et des restes urbains, Paris, L'Harmattan, 2003
- (pt) Seis lições sobre televisão, Porto Alegre, Editora Sulina, 2004, 175 p. (inédit en France)
- Comprendre la télévision, Paris, Armand Colin, coll. « 128 », 2005 (2e édition mise à jour)
- L'Empire du loft (la suite), 2007 (nouvelle édition augmentée d’une préface et modifiée).
- Le culte du banal : de Duchamp à la téléréalité, CNRS éditions, 2007
- (Denis Muzet, coll.), Le téléprésident : essai sur un pouvoir médiatique, La Tour d’Aigues, Éditions de l’Aube, 2008 (2e éd. : 2011)
- Télé-réalité. Grandeur et misères de la télé-réalité, Paris, Le Cavalier bleu, 2009
- Les Médias et nous, Paris, Bréal, 2010
- De quoi les séries américaines sont-elles le symptôme ?, CNRS Éditions, 2011
- Le culte du banal : de Duchamp à la télé-réalité, CNRS Éditions, 2013
- Pour une télévision de qualité (direction), INA éditions, 2014
- Sous le cinéma, la communication, Vrin, 2014
- Les nouveaux méchants : quand les séries américaines font bouger les lignes du Bien et du Mal, Bayard, 2015
- Pour une éthique des médias : les images sont aussi des actes, éditions de l'Aube, 2016, 400 p.  (ISBN 978-2-8159-1948-7)
- Breaking Bad. Le diable est dans les détails, Atlande, coll. À suivre, 2016
- La méchanceté en actes à l'ère numérique, CNRS Éditions, 2018  (ISBN 978-2-2710-9525-1)
- Médias : sortir de la haine ?, CNRS Éditions, 2020  (ISBN 978-2-271-12881-2)
- Est-ce que tu memes. De la parodie à la pandémie numérique, CNRS Éditions, 2022  (ISBN 978-2-271-13956-6) https://www.cnrseditions.fr/catalogue/sciences-politiques-et-sociologie/est-ce-que-tu-memes/
- L'opinion qui ne dit pas son nom. Du pluralisme des médias en démocratie, Gallimard, coll. Tract, 2024

### Romans
- Les thermes de Stabies, MK Littérature, 1990.
- #Balancetonprof, Atlande, 2023.

### Articles et contributions
- Apparitions et images mentales dans le cinéma des premiers temps, in Jeanne-Marie Clerc (dir.), Le verbal et ses rapports avec le non-verbal dans la culture contemporaine [Actes du Colloque tenu à Montpellier les 15-16-17 septembre 1988], Montpellier, Université Paul Valéry, 1989, p. 105-115
- La télévision en devenir, in Dossiers de l'audiovisuel, no 58, « La télévision française au jour le jour », INA-Anthropos, nov.-décembre 1994
- L'homme, mesure de toute chose, in Cinémaction, no 84, « Les magazines de reportage à la télévision », Cerf-Corlet, Paris, 1997
- Le clip : L'écriture en transe, in André Gaudreault (dir.), Thierry Groensteen (dir.), La Transécriture. Pour une théorie de l'adaptation, Québec/Angoulême, Nota Bene/Centre national de la bande dessinée et de l'image, 1998, p. 215-230
- Enunciation and Narration, in Toby Miller, Robert Stam, Companion to Film Theory, Oxford, Blackwell Publishers, 1999
- Convergence du spectateur, in André Gaudreault (dir.), François Jost (dir.), Sociétés et Représentations, no 9, « La croisée des médias », avril 2000, p. 131-141
- Présentation de "À la croisée des médias" », in André Gaudreault (dir.), François Jost (dir.), Sociétés et Représentations, no 9, « La croisée des médias », avril 2000, p. 5- 8
- Des vertus heuristiques de l’intermédialité, in Philippe Despoix (dir.), Yvonne Spielmann (dir.), Intermédialités, no 6, « Remédier », automne 2005, p. 109-119

## Filmographie

### En tant que scénariste
- 1977 : La Bonne Conduite (TF1)
- 1978 : Les Aventures de Monsieur Lemètre (TF1)
- 1982 : Beulebeul (A2, Canal J)
- 1986 : La Vie des Botes (TF1)
- 1987 : La Lucarne d'Amilcar (RTL-TV, M6 et TF1)
- 2000 : Godard à la télévision (Canal+)

### En tant que réalisateur
- 1979 : La Mort du révolutionnaire, hallucinée
- 1982 : Une étrange familiarité (Édition vidéographique critique d'œuvres de Robbe-Grillet)
- 1982 : Un Auteur peut en cacher un autre (Édition vidéographique critique d'œuvres de Robbe-Grillet)
- 1982 : Au début était le verbe (Édition vidéographique critique d'œuvres de Robbe-Grillet)
- 1982 : Genèse d'un film (Édition vidéographique critique d'œuvres de Robbe-Grillet)
- 1982 : L'Écriture en procès (Édition vidéographique critique d'œuvres de Robbe-Grillet)
- 1984 : Deux ans plus tard
- 1997 : Première fois